# Omar Gamal
Omar Gamal Said (tiếng Ả Rập: عمر جمال; sinh ngày 19 tháng 7 năm 1992) là một cầu thủ bóng đá đến từ Ai Cập.

## Sự nghiệp
Ở cấp độ câu lạc bộ, Gamal thi đấu cho El Zamalek chỉ trong 2 tháng, có 4 lần ra sân; 2 lần ở giải vô địch và 2 lần ở giải vô địch châu Phi.
Anh cũng là một thành viên của Đội tuyển bóng đá quốc gia Ai Cập, và được triệu tập để tham dự Cúp bóng đá châu Phi 2008